# Gråkjær Arena
La  Gråkjær Arena est une salle omnisports située à Holstebro, dans la région du Jutland central.
Les clubs du Team Tvis Holstebro, évoluant en Championnat du Danemark masculin de handball, et du TTH Holstebro, évoluant en Championnat du Danemark féminin de handball, en sont des clubs résidents.